# 콜리션
《콜리션》은 2017년에 개봉한 대한민국의 단편 영화이다.

## 캐스팅
- 이승준 : 태화 역
- 이익준 : 정수 역
- 김범태 : 동근 역
- 허민진 : 한나 역
- 이루리 : 성진 역
- 한유이 : 선영 역
- 차명욱 : 부길 역
- 박태산 : 기철 역
- 곽형철 : 상현 역
- 김성인 : 건달 1 역
- 김동찬 : 건달 2 역
- 금광산 : 용한 역
- 김정한 : 상기 역